# I liga polska w koszykówce kobiet

## System rozgrywek
Rozgrywki prowadzone są w obecnej formie przez Polski Związek Koszykówki od 2008 roku. 1 Centralna Liga Kobiet podzielona jest na dwie grupy A i B. Drużyny rozgrywają spotkania w systemie każdy z każdym, mecz i rewanż. Po rozegraniu wszystkich spotkań najlepsze zespoły z obu grup awansują do grupy C – bezpośredniej walki o awans do PLKK. Najgorsze zespoły walczą w grupie D o utrzymanie się w lidze.

## Drużyny w sezonie 2022/2023

### Grupa A
- AZS Szkoła Gortata Politechnika Gdańsk
- AZS Uniwersytet Gdański
- AZS Uniwersytet Warszawski
- Bogdanka AZS UMCS II Lublin
- Grot F&F Automatyka Pabianice
- GTK Gdynia
- KKS Agapit Olsztyn
- ŁKS KK Łódź
- MKK Basket 25 Bydgoszcz
- Mon-Pol Płock
- MPKK Sokołów SA Sokołów Podl.
- SMS PZKosz Łomianki
- UKS PWiK Huragan Wołomin

### Grupa B
- AZS Politechnika Korona Kraków
- Contimax MOSiR Bochnia
- Dijo Maximus Kąty Wrocławskie
- Enea AZS AJP II Gorzów Wlkp.
- Enea AZS II Poznań
- Grot Widzew Łódź
- Isands Wichoś Jelenia Góra
- Lider Swarzędz
- MUKS Poznań
- PZU Ślęza II MOS Wrocław
- RMKS Xbest Rybnik
- UKS Basket SMS Aleksandrów Łódzki
- Wisła CanPack Kraków

## Zestawienie sezonów
pogrubienie – oznacza awans do PLKK

- przy bilansie 1–1 o pozycji decydowała różnica punktów w dwumeczu

| Sezon     | Liczba drużyn     | 1. miejsce                       | Bilans | 2. miejsce                      | 3. miejsce                     | Bilans              | 4. miejsce                      |
| 1993/1994 | 32 (cztery grupy) | AZS Politechnika Kielce          |        |                                 |                                |                     |                                 |
| 1996/1997 | 28 (trzy grupy)   | STK Starachowice                 |        |                                 |                                |                     |                                 |
| 1999/2000 | 14                | Kama Brzeg                       |        |                                 |                                |                     |                                 |
| 2001/2002 |                   | Olimpia Poznań                   |        |                                 |                                |                     |                                 |
| 2003/2004 |                   | AZS PWSZ Gorzów Wielkopolski     |        |                                 |                                |                     |                                 |
| 2004/2005 |                   | AZS Jelenia Góra                 |        |                                 |                                |                     |                                 |
| 2005/2006 |                   | Nova Trading VIII LO Toruń       |        | SMS PZKosz Łomianki             |                                |                     |                                 |
| 2006/2007 |                   | RMKS Rybnik                      |        | MUKS Poznań                     | Kadus Bydgoszcz                |                     | AZS Sure Shot UW Warszawa       |
| 2007/2008 |                   | Hartmann Pabianice               |        | Korona Kraków                   | Lider Pruszków                 |                     | Kadus Bydgoszcz                 |
| 2008/2009 |                   | Nice LIDER Pruszków              |        |                                 |                                |                     |                                 |
| 2009/2010 |                   | SMS PZKosz Łomianki              |        | Widzew Łódź                     |                                |                     |                                 |
| 2010/2011 |                   | Solpark Kleszczów Pabianice      |        |                                 |                                |                     |                                 |
| 2011/2012 | 34 (cztery grupy) | PTK Pabianice                    |        |                                 |                                |                     |                                 |
| 2012/2013 | 16 (cztery grupy) | MKS MOS Konin                    | 1–1    | King Wilki Morskie Szczecin     | Enea AZS Poznań                | 2–0                 | TS Ostrovia Ostrów Wielkopolski |
| 2013/2014 | 19 (trzy grupy)   | Ślęza Wrocław                    | 1–1    | PGE MKK Siedlce                 | Enea AZS Poznań                | 1–1                 | Grot Mobilis Pabianice          |
| 2014/2015 | 20 (cztery grupy) | JTC Pomarańczarnia MUKS Poznań   | 2–0    | KS JAS-FBG Zagłębie Sosnowiec   | Enea AZS Poznań                | 1–1                 | AZS Politechnika Korona Kraków  |
| 2015/2016 | 22 (dwie grupy)   | TS Ostrovia Ostrów Wielkopolski  | 2–0    | ŁKS SMS Łódź                    | Enea AZS Poznań                | 2–0                 | AZS Politechnika Korona Kraków  |
| 2016/2017 | 23 (dwie grupy)   | SMS PZKosz Łomianki              | 2–1    | AZS Uniwersytet Gdański         | AZS Politechnika Korona Kraków | 2–0                 | Pomarańczarnia MUKS Poznań      |
| 2017/2018 | 22 (dwie grupy)   | Politechnika Gdańska             | 2–1    | Panattoni Europe Lider Pruszków | SMS PZKosz Łomianki            |                     | AZS Politechnika Korona Kraków  |
| 2018/2019 | 22 (dwie grupy)   | AZS Uniwersytet Gdański          | 2–0    | Panattoni Europe Lider Pruszków | KS JAS FBG Zagłębie Sosnowiec  | 2–0                 | SMS PZKosz Łomianki             |
| 2019/2020 | 17 (dwie grupy)   | MKS Pruszków                     |        | CTL Zagłębie Sosnowiec          | Arka II Gdynia                 |                     | SKK Polonia Warszawa            |
| 2020/2021 | 20 (dwie grupy)   | SKK Polonia Warszawa             | 2–0    | Top Market MKS Pruszków         | AZS Politechnika Korona Kraków | remis + 1–0 (81:73) | MUKS Poznań                     |
| 2021/2022 | 25 (dwie grupy)   | Iodica TopMarket MKS Pruszków    | 2-1    | AZS Uniwersytet Gdański         | Grot F&F Automatyka Pabianice  |                     | MUKS Poznań                     |
| 2022/2023 | 26 (dwie grupy)   | MPKK Sokołów SA Sokołów Podlaski | 2-1    | Wisła CanPack Kraków            |                                |                     |                                 |
| 2023/2024 | 24 (dwie grupy)   |                                  |        |                                 |                                |                     |                                 |

## Historia

### Lata 2005-2008
W latach 2005–2008 rozgrywki 1 ligi Kobiet prowadziły Okręgowe Związki Koszykówki (Pomorski, Wielkopolski, Krakowski oraz Warszawski). Z tych rozgrywek awansowały do dwóch turniejów półfinałowych (po 4 zespoły) o awans do PLKK po dwa najlepsze zespoły z okręgów. Do finałowego turnieju awansowały po dwa najlepsze zespoły z obu półfinałów. Turniej finałowy wyłaniał dwa najlepsze zespoły, które awansowały do ekstraklasy. Turnieje półfinałowe i finałowy prowadził już PZKosz.

### Lata 2003-2005
Rozgrywki były prowadzone przez PZKosz. W ramach jednej grupy zespoły rywalizowały w systemie każdy z każdym, mecz i rewanż. Po rozegraniu wszystkich spotkań dwie najlepsze drużyny awansowały do PLKK.

### Lata 2001-2003
Rozgrywki prowadziła Polska Liga Koszykówki Kobiet. W ramach jednej grupy zespoły rywalizowały w systemie każdy z każdym, mecz i rewanż. Po rozegraniu wszystkich spotkań dwie najlepsze drużyny awansowały do PLKK.

### Lata 1999-2001
Rozgrywki były prowadzone przez PZKosz. W ramach jednej grupy zespoły rywalizowały w systemie każdy z każdym, mecz i rewanż. W sezonie 1999/2000 I liga liczyła 14 zespołów, w 2000/2001 - 11 drużyn.

### Lata 1998-1999
Rozgrywki były prowadzone przez PZKosz. W ramach dwóch grup zespoły rywalizowały w systemie każdy z każdym, mecz i rewanż. Każda z grup liczyła po 11 zespołów.

### Lata 1996-1998
Rozgrywki były prowadzone przez PZKosz. W ramach trzech grup zespoły rywalizowały w systemie każdy z każdym, mecz i rewanż. W sezonie 1996/1997 grupy liczyły odpowiednio: 8, 10 i 10 zespołów. W sezonie 1997/1998 grupy liczyły odpowiednio: 8, 12 i 11 drużyn.

### Lata 1995-1996
Rozgrywki były prowadzone przez PZKosz. W ramach dwóch grup (po 11 i 14 drużyn) zespoły rywalizowały w systemie każdy z każdym, mecz i rewanż.

### Lata 1993-1995
Rozgrywki były prowadzone przez PZKosz. W ramach czterech grup zespoły rywalizowały w systemie każdy z każdym, mecz i rewanż. W sezonie 1993/1994 wszystkie grupy liczyły po 8 drużyn. W sezonie 1994/1995 grupy liczyły odpowiednio: 7, 9, 7 i 7 zespołów.

### Lata 1992-1993
Rozgrywki były prowadzone przez PZKosz. W ramach dwóch grup (po 19 i 14 drużyn) zespoły rywalizowały w systemie każdy z każdym, mecz i rewanż.

### Lata 1984-1992
Rozgrywki były prowadzone przez PZKosz. W ramach dwóch grup - po 12 drużyn (oprócz sezonu 1988/1989, kiedy w jednej z grup było ich 11) zespoły rywalizowały w systemie każdy z każdym, mecz i rewanż.

### Lata 1976-1984
Rozgrywki były prowadzone przez PZKosz. W ramach dwóch grup (po 10 drużyn) zespoły rywalizowały w systemie każdy z każdym, mecz i rewanż.